# Місто можливостей
Місто можливостей (англ. City of Chance) — американська кримінальна драма режисера Рікардо Кортеса 1940 року.

## Сюжет
Техаська дівчинка їде до Нью-Йорка, щоб стати газетним репортером, і намагається примусити свого бойфренда-гравця повернутися додому.

## У ролях
- Лінн Барі — Джулі Рейнольдс
- С. Обрі Сміт — суддя
- Дональд Вудс — Стів Вокер
- Аманда Дафф — Лоїс Карлайл Блейн
- Джун Гейл — Моллі
- Річард Лейн — Марті Коннорс
- Роберт Лоурі — Тед Блейн
- Александр Д'Арсі — Барон Джозеф
- Гаррі Шеннон — Пасслін
- Едді Марр — Чарлі Невінс
- Роберт Аллен — Фред Уолкотт
- Шарлотта Вінтерс — місіс Хелен Уолкотт
- Нора Лейн — місіс Дороті Грейнджер